# 106 km (rejon wołchowski)
106 km (ros. 106 км) – przystanek kolejowy w pobliżu miejscowości Purowo, w rejonie wołchowskim, w obwodzie leningradzkim, w Rosji. Położony jest na linii Petersburg - Mga - Wołchow.